# Cathédrale Saint-Joseph d'Oklahoma City
Pour les articles homonymes, voir Cathédrale Saint-Joseph.
La cathédrale Saint-Joseph (en anglais : St. Joseph Cathedral), localement connue comme l'ancienne cathédrale Saint-Joseph (St. Joseph Old Cathedral), est une église d'Oklahoma City, aux États-Unis. Elle est placée sous le vocable de saint Joseph.

## Histoire
Siège du diocèse d'Oklahoma City-Tulsa de 1905 à 1931, ce diocèse est divisé en deux par la suite : le diocèse de Tulsa et l'archidiocèse d'Oklahoma City. L'église dépend aujourd'hui du second. Depuis 1931, la cathédrale de l'archidiocèse d'Oklahoma City est la cathédrale Notre-Dame-du-Perpétuel-Secours, achevée en 1924.
Le bâtiment est inscrit au Registre national des lieux historiques en 1978.
La cathédrale a été gravement endommagée lors de l'attentat d'Oklahoma City en 1995,.

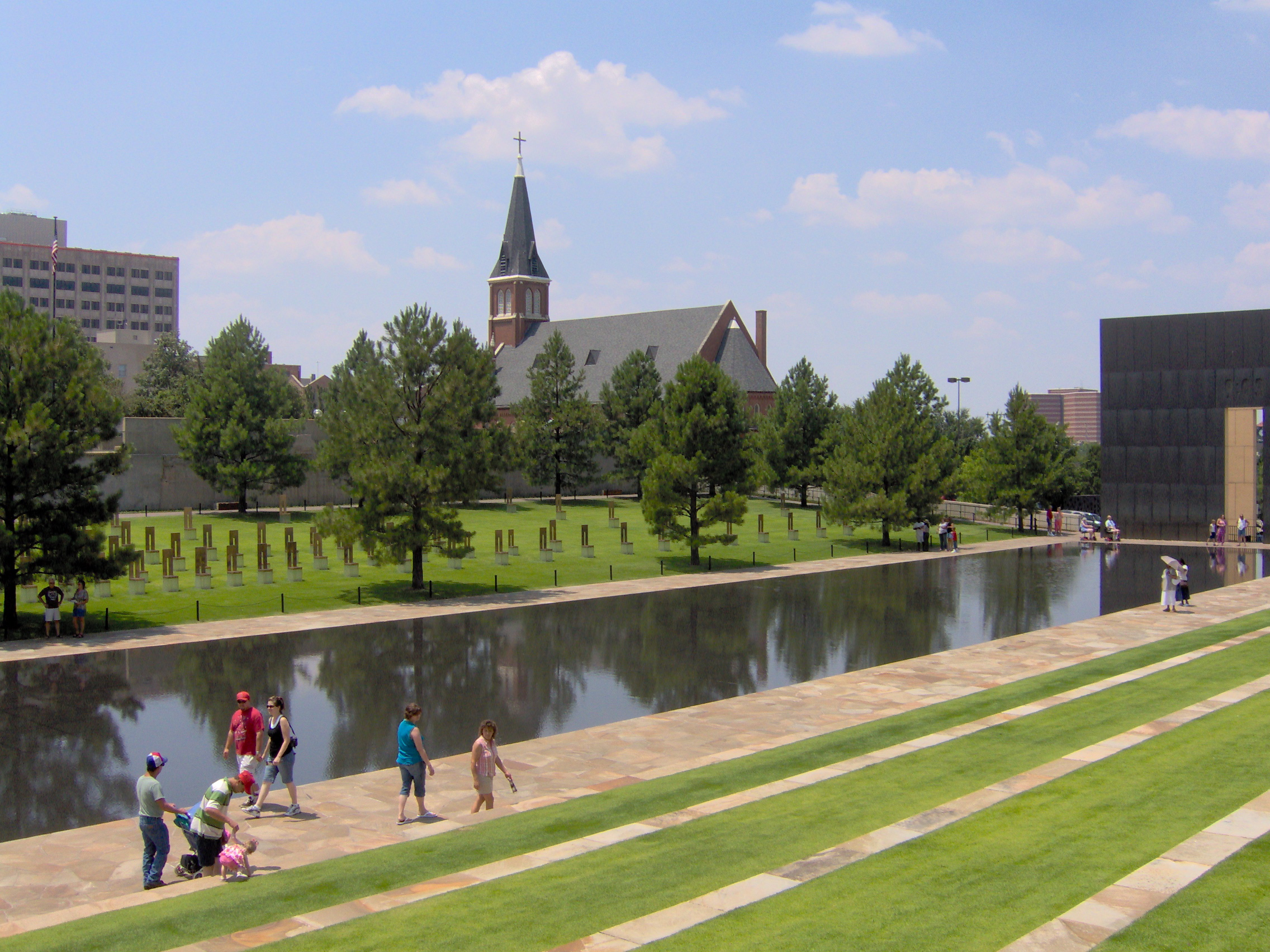
La cathédrale Saint-Joseph, vue depuis l'Oklahoma City National Memorial.